# Terremoto del Piemonte meridionale del 2000
Il terremoto del 21 agosto 2000 fu un evento sismico di forte intensità che colpì il Piemonte meridionale, in particolar modo le provincie di Asti e Alessandria. La scossa, di magnitudo 4,8 Richter (VII° Mercalli), avvenne alle ore  19:14, seminando il terrore tra la popolazione. L'epicentro si verificò nella zona tra Nizza Monferrato, Canelli e Acqui Terme, precisamente nei comuni di Bergamasco (AL), Cortiglione, Incisa Scapaccino e Castelnuovo Belbo (AT). Fu percepito chiaramente in tutto il Nord-Ovest, Lombardia e in parte anche fino all'Appennino Tosco-Emiliano; avvertito lievemente nella Francia sud-orientale.
La scossa principale era stata preceduta da una serie di scosse "premonitrici", ma non superiori al terzo grado della scala Richter, ed è stata seguita da decine di scosse di assestamento o repliche fino al mese di ottobre, la più forte di magnitudo 3,4.

## Effetti
Migliaia furono le segnalazioni alla protezione civile di danni in abitazioni, edifici pubblici o chiese (alcune di queste rimaste inagibili per alcuni mesi) e diverse le evacuazioni, soprattutto nelle zone della provincia di Asti. Numerose abitazioni o edifici pubblici dichiarati parzialmente o totalmente inagibili. Diversi calcinacci e comignoli caduti per le strade (ad Asti fu travolta e distrutta una macchina da un grosso calcinaccio, fortunatamente vuota), e alcune persone ricoverate all'ospedale a causa di crisi di panico o malori dovuti allo spavento per la scossa. Il sisma fortunatamente non provocò crolli totali e non ci furono feriti gravi o vittime. I danni più rilevanti sono stati riportati ad una torre medioevale in Liguria, tra Andora e Borghetto Santo Spirito, e ad una casa rurale disabitata crollata parzialmente nell'Astigiano. È crollato il tetto e parte della torre del Palazzo dei Marchesi Moscheni a Bergamasco e, nello stesso paese, si sono avuti gravi danni alla Parrocchia della Natività di Maria Vergine, dichiarata inagibile e riaperta dopo alcuni anni di lavoro. Centinaia di persone dormirono fuori dalle proprie abitazioni per le notti immediatamente successive alla scossa.
Il terremoto ha avuto come conseguenza immediata una congestione nel traffico telefonico, effetto di 100 000 chiamate in un quarto d'ora, che hanno di fatto isolato telefonicamente l'Astigiano.
In occasione del terremoto furono stanziati dal governo circa 20 miliardi di lire (pari a circa 10,3 milioni di euro) destinati ai privati per i danni causati dal sisma.

## Terremoti nella storia della zona
La zona del Monferrato non è ad alto rischio sismico. Infatti, seppur abbastanza frequenti in Piemonte, le scosse non hanno mai raggiunto il 6º grado della scala Richter. L'evento del 21 agosto del 2000 risulta quindi essere uno tra i più forti che ci siano mai stati nella zona dell'Astigiano ma anche dell'intera regione e il più importante degli ultimi decenni. In altre zone del Piemonte, nell'antichità, si verificarono però alcuni terremoti molto forti, addirittura con intensità attribuita fino al VIII-IX grado della scala Mercalli, con diversi crolli e vittime.
Ma gli unici terremoti forti di cui si abbia notizia, con epicentro più vicino alla zona, furono nel 1786 (epicentro però nella provincia di Cuneo; a questo sisma è stata attribuita una intensità massima del VI Mercalli), nel 1828 (5,6 Richter) e nel 1945 (5,2 Richter), ma per fortuna non provocarono danni gravissimi, probabilmente anche per la profondità in cui si sono verificati; questi ultimi due (con epicentro nell'alessandrino) sarebbero stati i terremoti con maggior magnitudo per la zona.
Il 6 agosto 1982, si registrò una scossa di magnitudo 4,0, con epicentro a San Damiano d'Asti. Fu avvertita, però, in modo abbastanza lieve dalla popolazione, vista la profondità di oltre 25 km.
Dopo l'evento del 2000 si sono verificati fino a oggi un paio di terremoti di una certa intensità. Alle 00:47 del 19 luglio 2001 la terra tornò a tremare nell'astigiano, con una scossa del quarto grado sulla scala Richter (V - VI Mercalli), con all'incirca lo stesso epicentro dell'anno prima, ma non ci furono danni particolari. L'ultima forte scossa risale all'11 aprile 2003 alle ore 11:27 del mattino, con una intensità pari al 4,7 Richter (VI - VII Mercalli). L'epicentro in quell'occasione fu tra la provincia di Alessandria e l'Appennino Ligure; nei giorni successivi furono stimati danni per 80 milioni di euro in 58 comuni, con 300 sfollati, 5 000 case lesionate e diversi feriti.
Una lieve scossa si verificò inoltre alle 14:39 del 19 aprile 2009, con magnitudo 3,9 (epicentro tra Bra, Asti e Torino) a 40 km di profondità, avvertita lievemente nell'astigiano, meglio nel torinese e nel cuneese.
Dopo le frequenti scosse dell'ultimo decennio, attualmente la Valle Belbo (classificata al livello 4 di sismicità, ovvero sismicità molto bassa) è al vaglio di studi da parte di scienziati per capire se la zona è a rischio sismico.

## Elenco delle scosse
Di seguito, ecco la lista dettagliata delle principali scosse della sequenza sismica registrate prima e dopo l'evento principale. La scossa principale è evidenziata in azzurro scuro, mentre sono segnate in azzurro chiaro tutte le scosse pari o superiori a magnitudo 3.
| Data              | Ora Locale | Magnitudo |
| ----------------- | ---------- | --------- |
| 11 agosto 2000    | 06:05      | 2,9       |
| 20 agosto 2000    | 22:35      | 2,7       |
| 21 agosto 2000    | 07:24      | 3,0       |
| 21 agosto 2000    | 07:35      | 2,7       |
| 21 agosto 2000    | 10:51      | 3,0       |
| 21 agosto 2000    | 10:56      | 2,6       |
| 21 agosto 2000    | 13:03      | 2,8       |
| 21 agosto 2000    | 19:14      | 4,8       |
| 21 agosto 2000    | 23:02      | 3,0       |
| 21 agosto 2000    | 23:47      | 2,5       |
| 21 agosto 2000    | 23:48      | 3,2       |
| 22 agosto 2000    | 01:52      | 2,7       |
| 22 agosto 2000    | 02:52      | 3,3       |
| 22 agosto 2000    | 15:34      | 2,6       |
| 23 agosto 2000    | 14:47      | 2,6       |
| 2 settembre 2000  | 12:47      | 2,7       |
| 2 settembre 2000  | 13:44      | 3,3       |
| 2 settembre 2000  | 13:51      | 3,0       |
| 8 settembre 2000  | 23:48      | 3,4       |
| 13 settembre 2000 | 3:22       | 2,6       |
| 26 settembre 2000 | 4:41       | 2,4       |
| 4 ottobre 2000    | 18:34      | 3,0       |
| 12 ottobre 2000   | 08:19      | 2,9       |
| 20 ottobre 2000   | 3:30       | 2,8       |
| 27 ottobre 2000   | 16:37      | 3,2       |
| 9 novembre 2000   | 17:43      | 2,6       |
| 3 dicembre 2000   | 3:49       | 2,9       |

## Altre scosse negli ultimi anni con epicentro nella Valle Belbo
| Data              | Ora Locale | Magnitudo |
| ----------------- | ---------- | --------- |
| 22 febbraio 2001  | 6:49       | 3,2       |
| 19 luglio 2001    | 00:47      | 4,0       |
| 3 dicembre 2001   | 2:25       | 2,5       |
| 1 gennaio 2002    | 6:07       | 2,7       |
| 30 luglio 2002    | 6:04       | 2,5       |
| 29 aprile 2003    | 14:27      | 2,4       |
| 24 aprile 2004    | 17:35      | 2,9       |
| 17 giugno 2004    | 13:28      | 2,9       |
| 30 novembre 2004  | 16:11      | 2,8       |
| 17 marzo 2005     | 4:37       | 2,5       |
| 29 dicembre 2006  | 00:57      | 2,1       |
| 25 febbraio 2008  | 14:07      | 2,2       |
| 5 ottobre 2009    | 00:27      | 2,1       |
| 5 ottobre 2009    | 00:29      | 2,0       |
| 11 dicembre 2009  | 20:42      | 2,3       |
| 22 marzo 2012     | 8:55       | 2,0       |
| 22 giugno 2014    | 15:30      | 2,7       |
| 19 gennaio 2020   | 6:22       | 3,1       |
| 07 febbraio 2023  | 23:35      | 2,9       |
| 09 febbraio 2023  | 4:42       | 2,3       |
| 22 agosto 2023    | 20:16      | 2,2       |
| 19 settembre 2023 | 10:55      | 2,0       |
| 28 settembre 2024 | 12:12      | 2,5       |